# Ribautia paucipes
Ribautia paucipes är en mångfotingart som beskrevs av Carl Graf Attems 1952. Ribautia paucipes ingår i släktet Ribautia och familjen storjordkrypare.
Artens utbredningsområde är Rwanda. Inga underarter finns listade i Catalogue of Life.